# Fauna de Sierra Nevada (España)
Sierra Nevada es un macizo montañoso de España perteneciente al conjunto de las cordilleras Béticas, concretamente al sistema Penibético. Está situada entre las provincias de Granada y Almería. Es el macizo montañoso de mayor altitud de toda Europa occidental, después de los Alpes. Su altitud máxima se alcanza en el pico Mulhacén, de 3479 m s. n. m. En 1986 fue declarada reserva de la biosfera por la UNESCO, en 1989 una amplísima área de este macizo montañoso fue declarada parque natural y en 1999 una gran parte del mismo pasó a ser considerado parque nacional por sus valores botánicos, paisajísticos y naturales.
Sierra Nevada, junto con el resto de sierras Béticas, se formó durante la Orogénesis Alpina en la Era Terciaria. A causa de su aislamiento y altitud, desde el fin de la glaciación de Würm el macizo ha quedado como refugio de innumerables plantas y endemismos impropios de las latitudes mediterráneas en las que se sitúa, contándose, según fuentes del Ministerio de Medio Ambiente de España, 66 especies vegetales vasculares endémicas y otras 80 especies animales propias del lugar.
En sus faldas se encuentra la estación de esquí de Sierra Nevada, la más meridional de Europa y de mayor altitud de la península ibérica.

## Situación y características

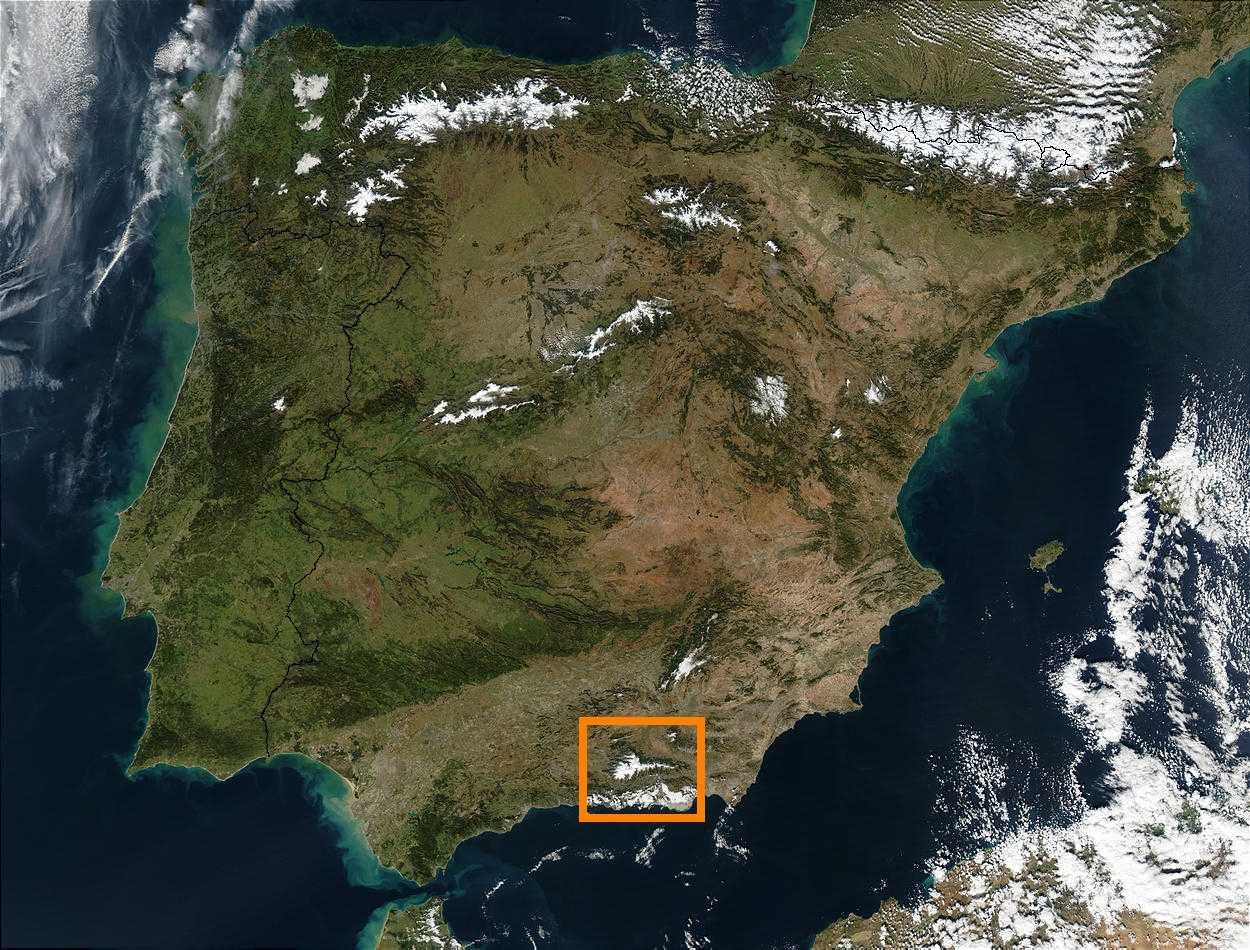
Situación de Sierra Nevada en la península ibérica.

Es una cadena montañosa, situada en la cordillera penibética, que está delimitada por el Valle de Lecrín al oeste, el valle del río Guadalfeo al sur, por la depresión Bética al norte, por el río Nacimiento al este, y por el valle del Andarax al sureste. Las coordenadas geográficas entre las que se encuentra son aproximadamente: de 36°55′ a 37°15′ de latitud norte, y de 2°56′ a 3°38′ de longitud oeste. Tiene una longitud de casi 80 km, su anchura varía entre los 15 y los 30 km, y su superficie es de más de 2000 km².
Dentro de Sierra Nevada se encuentra el Mulhacén, el pico más alto de la península ibérica, con 3479 metros sobre el nivel del mar de altitud, así como el pico Veleta, con 3396 metros sobre el nivel del mar (Ver picos más importantes en cuadro adjunto).
La cara septentrional del macizo es el lugar de nacimiento de multitud de ríos, situados casi todos en la cuenca del Guadalquivir: aquí nacen ríos como el Nacimiento (afluente del Andarax), el Fardes, y el río Genil, el más importante de todos; en las caras occidental y meridional nacen ríos pertenecientes a la vertiente mediterránea, como el río Dúrcal o Ízbor, el Trevélez, el Poqueira, tributarios del Guadalfeo, que también nace en la sierra, y los ríos Adra y Andarax, con sus respectivos afluentes. En esta misma vertiente se encuentran la mayor parte de las casi 50 lagunas de alta montaña existentes en Sierra Nevada, muchas de las cuales dan lugar al nacimiento de ríos y arroyos.
Gran parte del entorno, sobre todo por encima de los 2400 metros sobre el nivel del mar (correspondiente con el límite de las nieves perpetuas hasta la llegada del período Holoceno) ha sido modelado por la antigua presencia de glaciares, dando lugar a innumerables lagunas de alta montaña, especialmente en la vertiente sur del macizo, y valles en forma de U.
La mayor parte de su extensión está dentro del parque nacional Sierra Nevada, ocupando un total de 86 210 hectáreas; otras 86 000 ha corresponden al parque natural circundante llegando a un total de 169 239 hectáreas protegidas. Dentro de este parque se encuentra el Observatorio de Sierra Nevada, y la estación de esquí situada más al sur de Europa, conocida por sus suaves temperaturas y abundante número de horas de sol.
En 1935 se abrió una carretera que conducía a la cumbre del pico Veleta. Hasta 1999, año en el que el tramo desde la Hoya de la Mora hasta la cumbre fue cerrado al tráfico, era considerada la carretera más alta de España y Europa.
No obstante, los Parques Natural y Nacional de Sierra Nevada, entre los meses de junio y octubre de cada año suelen poner a disposición del público (si la nieve lo permite) un Servicio de Interpretación de las Altas Cumbres, compuesto de microbuses y guías, que realiza varios viajes al día, el cual transporta a los usuarios desde el albergue universitario (2500 m s. n. m.) hasta las Posiciones del Veleta (3100 m s. n. m.) y vuelta. Este mismo servicio es ofrecido, en la vertiente meridional del macizo montañoso, entre la localidad alpujarreña de Capileira y el Alto del Chorrillo (2740 m s. n. m.), en las estribaciones del Mulhacén.
Además, dichos organismos pueden autorizar excepcionalmente el uso de la antigua carretera cuando la solicitud esté amparada por alguno de los casos previstos en la regulación de este espacio protegido, como, por ejemplo, la realización de investigaciones científicas o la organización de eventos deportivos.
Lo que sí ha sido definitivamente clausurado, mediante el corte físico de la carretera, para vehículos a motor, es la prolongación que esta tenía hacia la Alpujarra, concretamente entre el puerto de la Carihuela del Veleta y el mencionado Alto del Chorrillo. Sin embargo, este tramo clausurado de la antigua carretera, aunque sigue siendo posible su uso por caballerías y bicicletas de montaña, por las duras condiciones climáticas que soporta incluso en periodo estival y su falta de mantenimiento, está actualmente muy degradado, además de estar atravesado por ventisqueros perennes de nieve que hacen difícil su tránsito si no es a pie y con el equipo adecuado.

### Biotopo
El biotopo se refiere a los factores físico-químicos o geológicos, que caracterizan a una zona determinada y concreta (en este caso Sierra Nevada). Es el lugar o medio físico ocupado por una comunidad.
Los rasgos más característicos del clima del ecosistema de Sierra Nevada, son los siguientes:
- Aridez, a causa de su orientación oeste-este, y los vientos predominantes del oeste y la fuerte insolación de la zona mediterránea en que se halla. Las condiciones que determinan la enorme diversidad climática en Sierra Nevada son su amplitud altitudinal, latitud, y compleja topografía del terreno.

- La temperatura se determina a medida que aumenta la altitud de la zona en la que esté: por debajo de 1500 metros sobre el nivel del mar de altitud, la temperatura oscila entre los 16 °C y los 12 °C. Entre los 1500 metros y los 2000 metros sobre el nivel del mar, la temperatura oscila entre los 12 °C y los 8 °C. Entre los 2000 metros y los 2500 metros sobre el nivel del mar, oscila entre 8 °C y 4 °C. A partir de los 3000 metros sobre el nivel del mar la temperatura es menor que 0 °C. Durante las noches de invierno, las temperaturas son muy bajas, alrededor de unos -10 °C.

- Precipitaciones difíciles de caracterizar, debido a la zona de alta montaña en la que las precipitaciones se producen en forma de nieve y donde son frecuentes las ventiscas y las tormentas de nieve. Su posición meridional la hace bastante seca. En verano, (mayo a octubre) la pluviosidad es escasa. Y en invierno las precipitaciones suelen ser en forma de nieve, sobre todo a partir de los 2000 metros aproximadamente.

- El relieve de Sierra Nevada, es de formas suaves y cimas alomadas, aunque en sectores localizados del macizo pueden llegar a ser abrupto y escarpado. Su relieve tiene además un extraordinario interés geomorfológico debido a las formas de modelado glacial y peri glacial existentes y a la, aún activa, dinámica periglacial que sigue actuando a partir de los 2500-2600 metros sobre el nivel del mar. Toda la zona de cumbres muestra las huellas de la erosión glaciar, con valles en forma de U, circos coronados por sierras abruptas y lagunas que ocupan las depresiones. Las formas glaciares que aparecen en Sierra Nevada son muy variadas. Los circos glaciares son relativamente abundantes, encontrándose los más evolucionados en las zonas de altas cumbres y los incipientes en zonas más bajas. El núcleo central de Sierra Nevada, donde emergen las cumbres más elevadas del macizo, está formado por rocas metamórficas (esquistos, pizarras). Esta zona es conocida como La Lastra.

## Historia y origen del nombre

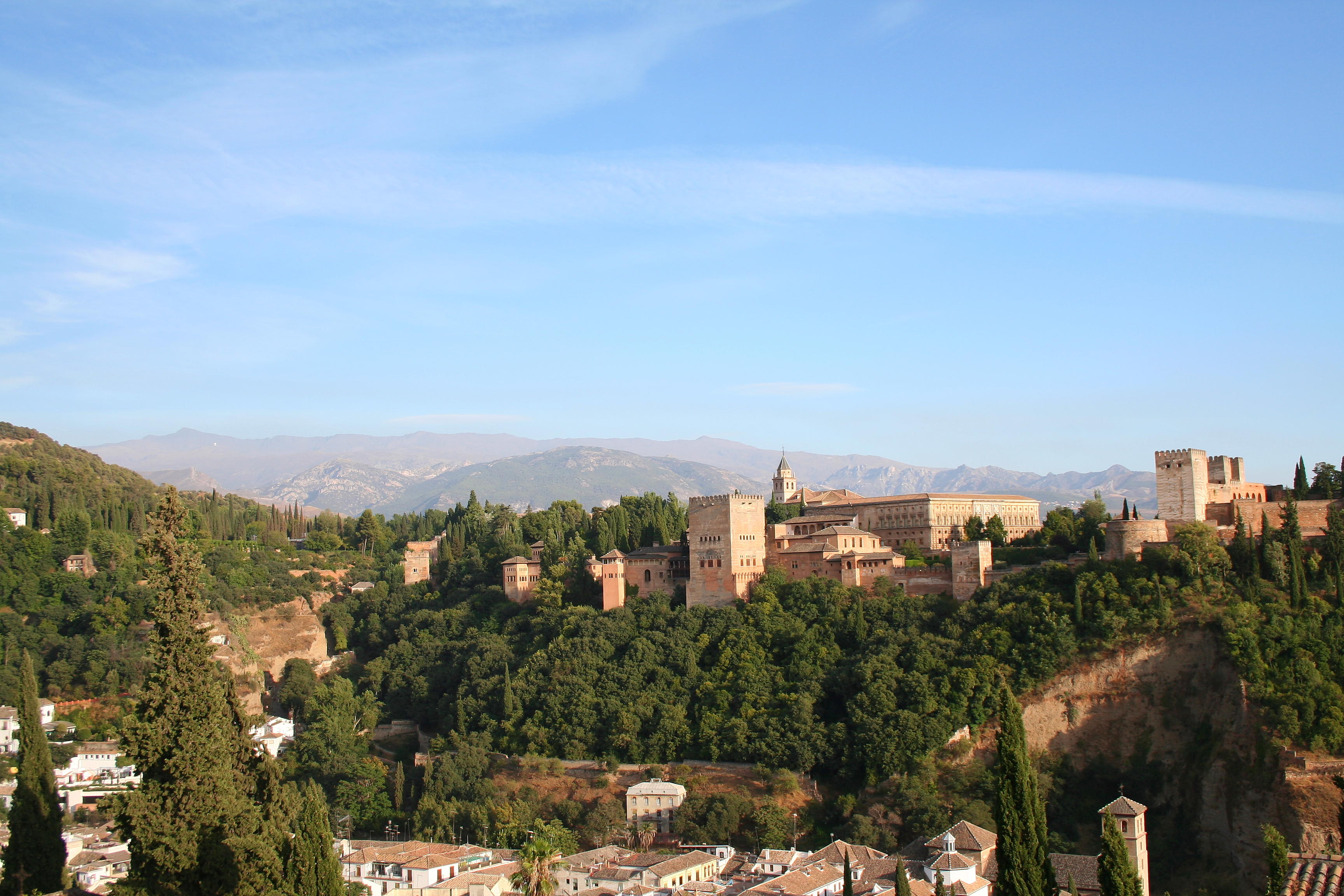
Vista de Sierra Nevada, con la Alhambra en primer término, desde el mirador de San Nicolás, Granada.

Existen referencias a Sierra Nevada desde la antigüedad. Plinio el Viejo ya mencionó en el s. I d. C. la existencia del monte Solarius en la zona fronteriza entre las provincias romanas de Hispania de la Bética y la Tarraconense. Durante la época visigoda, Isidoro de Sevilla habló del monte Solorio, derivado de mont Oriens, «monte en el que luce el sol antes de salir». Posteriormente, diversos autores islámicos la mencionan, denominándola unos Yabal Sulayr (monte del Sol o del Aire), Yabal-al-Tay (monte de la Nieve), y otros simplemente monte Sulayr. Otras denominaciones posteriores han sido monte del Sol, del Aire y del Sol, de la Nieve y también Sierra de la Helada, siendo a partir del siglo XVIII bautizada de la forma en que es conocida hoy en día: Sierra Nevada.
Durante el siglo XVI fue escenario de la Rebelión de las Alpujarras. Posteriormente, el siglo XVIII marca el inicio de diversas expediciones, en las que, influidos por el espíritu de la Ilustración, se comenzó a explorar sistemáticamente la sierra. Así, sobresalen la dirigida por el marqués de la Ensenada, a la que siguieron otras protagonizadas por importantes científicos, especialmente botánicos, biólogos y geólogos. Estos empezaron a describir en sus obras la importantísima riqueza natural de la sierra. Autores como Washington Irving se establecieron en sus inmediaciones en el siglo XIX; a finales de ese siglo, Ángel Ganivet, a la sazón cónsul de España en Finlandia, comentó en alguno de sus escritos que la sierra podría convertirse en la «Finlandia andaluza», por la existencia de nieve más de seis meses al año. Ya en el siglo XX, el escritor e hispanista británico Gerald Brenan se estableció también en sus inmediaciones, dedicando su obra Al sur de Granada a inmortalizar la más significativa de las comarcas de la sierra, la Alpujarra. Posteriormente, en 1925 fue construido un tranvía-ferrocarril desde Granada hacia la cercana localidad de Güéjar Sierra, que aunque fue clausurado en los años 70 marcó en Granada un antes y un después en el conocimiento de la sierra.
La estación de esquí de Sierra Nevada comenzó a desarrollarse a partir de los primeros años de la década de los 60 del siglo XX, cuando en 1962 el Ayuntamiento de Granada, presidido por su alcalde Manuel Sola Rodríguez Bolívar, adquirió los terrenos en los que después se construirían sus instalaciones y pistas. Obtuvo el informe favorable de una Comisión Interministerial formada al efecto y, en mayo de 1964, fue adjudicada a Cetursa (Centros Turísticos S.A.) la concesión para la ejecución del Plan municipal. En 1966 se inauguró el Parador Nacional de Turismo por el ministro de Información y Turismo Manuel Fraga Iribarne (aunque este edificio, que llevaba varios años cerrado, quedó destruido por un incendio en julio de 2006). Esta estación recibió el nombre de "Solynieve" durante las primeras décadas de su funcionamiento.
Ha albergado numerosas pruebas de la Copa del Mundo de Esquí Alpino, siendo sede de las finales de 1977. En sus pistas se celebró el XXIV Campeonato Mundial de Esquí Alpino en 1996 y ha sido presentada su candidatura a organizar los Juegos Olímpicos de Invierno. Actualmente tiene concedida la Universiada de 2015.
En el punto de la divisoria de mares donde se encuentran las provincias de Granada y Almería está ubicada la estación del Puerto de La Ragua, dedicada a la práctica del esquí de fondo.

## Protección medioambiental
En 1966 se creó la Reserva nacional de Caza de Sierra Nevada, vigente hasta la creación del parque nacional.
En 1986, Sierra Nevada fue declarada por la Unesco «Reserva de la Biosfera».
En 1989 el Parlamento de Andalucía creó el parque natural de Sierra Nevada, debido a las singularidades de flora, fauna, geomorfología y paisaje. Posteriormente, el propio parlamento autonómico propuso su declaración como parque nacional y las Cortes Generales aprobaron su ley reguladora, que es de fecha 3 de enero de 1999.

## Geografía humana y económica
Las actividades económicas tradicionales de las gentes que viven en los alrededores de Sierra Nevada han sido históricamente la agricultura y la ganadería. La abundancia de agua, sobre todo en la parte occidental del macizo, ha dado facilidades a la agricultura tradicional, la cual ha llegado incluso a establecerse en zonas por encima de los 2000 metros de altura en la cara sur (gracias a la benévola climatología del lugar), si bien la mecanización era totalmente imposible a causa de la complicada orografía. En verano, históricamente los pastores han utilizado los "borreguiles" como zona de pastoreo.
En los últimos años, la actividad agrícola y ganadera ha remitido en favor del turismo; en Granada, la estación de esquí ha ganado gran popularidad y prestigio. El elevado número de horas de sol y las buenas temperaturas, incluso en época invernal, han atraído a los aficionados a los deportes de invierno.
La ladera meridional de la sierra, junto con el valle del Guadalfeo y la sierra de la Contraviesa, conforman la comarca de la Alpujarra, una zona con asentamientos humanos dispersos y abundantes y características patrimoniales propias, actualmente protegida como Patrimonio histórico (Sitio Histórico de la Alpujarra), y con un importante desarrollo turístico.

## Clima

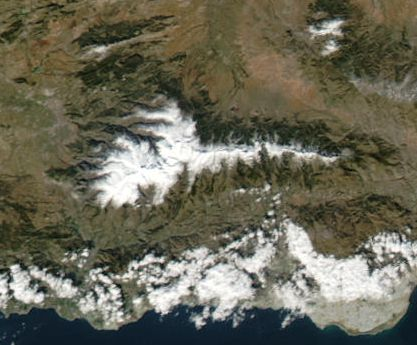
Imagen de satélite de Sierra Nevada. La cadena montañosa es visible en el centro; bajo esta son visibles nubes causadas por viento de dirección sureste.

Según el catálogo de parques nacionales del Ministerio de Medio Ambiente de España, Sierra Nevada es el ejemplo más representativo de los ecosistemas mediterráneos de alta montaña. Por ello, como rasgos más característicos del clima de la sierra se pueden identificar: su relativa aridez (a causa de su orientación oeste-este, y los vientos predominantes del oeste) y la fuerte insolación de la zona mediterránea en que se halla. Las condiciones que determinan la enorme diversidad climática en Sierra Nevada son su amplitud altitudinal, latitud, y compleja topografía del terreno.
La amplitud altitudinal determina el aumento de la insolación conforme se asciende y provoca oscilaciones térmicas de gran importancia: Por debajo de Trevélez (1510 m de altitud), la temperatura media anual oscila entre los 16 y 12 °C; desde los 1500 m hasta el puerto de la Ragua (2000 m), entre 12 y 8 °C; entre los 2000 m y el albergue juvenil de Pradollano (2500 m), entre 8 y 4 °C, y a partir de los 3000 m es de menos de 0 °C. La vertiente septentrional es más fría que la vertiente sur por su menor insolación y mayor exposición a los vientos del norte.
Su posición meridional y su presencia en la zona de influencia mediterránea provoca su relativa sequedad; en verano (de mayo a octubre) la pluviosidad es mínima, mientras que en invierno las precipitaciones son casi exclusivamente en forma de nieve a partir de cierta altitud (2000 metros aproximadamente). Los vientos ayudan a determinar un máximo de otoño en la vertiente meridional (vientos del suroeste) y otro máximo de primavera en la vertiente septentrional, de mayor influencia noratlántica (con vientos de dirección norte y noroeste).
Además se debe resaltar las peculiares condiciones microclimáticas que se crean en cada uno de los valles, ríos y barrancos. En ello la ya mencionada insolación cumple un importante rol.
Según la clasificación climática de Koppen, Sierra Nevada posee un clima de tipo Dsc.
| 1975-1989            | ene  | feb  | mar  | abr  | may  | jun  | jul  | ago  | sep  | oct  | nov  | dic  | media anual |
| -------------------- | ---- | ---- | ---- | ---- | ---- | ---- | ---- | ---- | ---- | ---- | ---- | ---- | ----------- |
| Temp. máxima (°C)    | 0,3  | -0,9 | 0,6  | 3,2  | 4,6  | 14,2 | 21,6 | 19,8 | 14,2 | 10,4 | 3,5  | 2,6  | 7,8         |
| Temp. mínima (°C)    | -6,1 | -7,9 | -7,5 | -4,3 | -2,9 | 5,6  | 11,9 | 10,6 | 5,7  | 2,2  | -3,3 | -4,0 | 0,0         |
| Temp. media (°C)     | -2,9 | -4,4 | -3,4 | -0,6 | 0,9  | 9,9  | 16,6 | 15,2 | 9,9  | 6,3  | 0,1  | -0,7 | 3,9         |
| Precipitaciones (mm) | 86,7 | 91,2 | 78,8 | 53,8 | 53,6 | 29,7 | 6,1  | 11,7 | 33,7 | 69,0 | 85,2 | 93,1 | 692         |

## Flora de Sierra Nevada

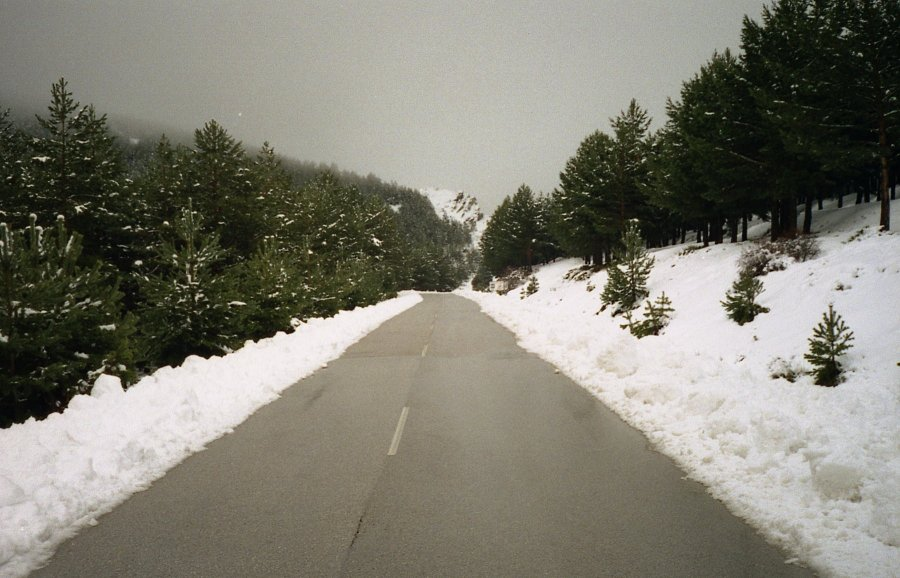
Carretera A-337 a su paso por el puerto de la Ragua (2000 m) en Sierra Nevada, Almería.

Tras el final de la última glaciación, la peculiar situación de Sierra Nevada permitió que esta se convirtiese en refugio de una gran cantidad de endemismos y especies nórdicas impropias de latitudes medias. Se conocen, según fuentes del Ministerio de Medio Ambiente de España, 66 especies vegetales vasculares endémicas, lo cual representa la mayor biodiversidad de toda la península ibérica y de Europa. En total el número de plantas superiores es de alrededor de 2100, lo que representa la cuarta parte de todas las especies conocidas en España y la quinta parte de Europa.
En las faldas del monte Trevenque, se sitúa el jardín botánico de la Cortijuela, a unos 1600 metros de altitud. Tiene como funciones la protección, conservación, generación e investigación de la flora de esta sierra especialmente las de sus casi 100 especies vulnerables, amenazadas o en peligro crítico, como el Pinus sylvestris nevadensis.
En el 2007 se comenzaron las plantaciones del Centro Botánico Hoya de Pedraza situado a unos 1980 metros de altitud, y a unos 4 kilómetros de Pradollano, como un centro de conservación de la flora de altura de la sierra. En la «Hoya de la Mora» a unos 2500 metros de altitud, desde 1965, se encuentra el Jardín Botánico Universitario de Sierra Nevada, especializado en todos los endemismos de Sierra Nevada.

### Causas de la diversidad biológica

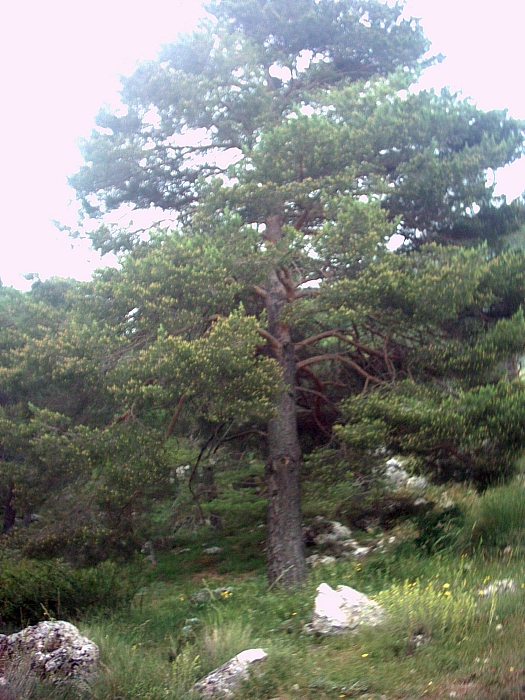
Pino silvestre de Sierra Nevada especie endémica de las sierras subbéticas y presente en Sierra Nevada.

El origen del insólito número de especies endémicas presentes en el macizo ha de situarse en el fin de la Era Terciaria, hace ahora casi dos millones de años. Con el fin de esta era y la llegada del período cuaternario, el clima de toda Europa sufrió un progresivo enfriamiento que permitió a especies vegetales de latitudes septentrionales y árticas avanzar progresivamente hacia el sur de Europa y ocupar gran parte del interior y zonas altas de la península ibérica. El fin de la glaciación de Würm y la llegada del período Holoceno marcó el comienzo de un progresivo aumento de temperaturas, y estas especies nórdicas encontraron refugio en las alturas de Sierra Nevada, acantonándose en el macizo y adaptándose progresivamente a las características propias del clima de la zona, como su sequía estival. Así, muchas especies han desarrollado características propias o incluso se han ido desarrollando de forma independiente a causa de su aislamiento, contándose por ello un número mayor de endemismos en el macizo que los existentes en países como Bélgica, Alemania, Austria, Reino Unido, Suecia, Dinamarca, República Checa, Eslovaquia y Polonia en conjunto.
Ejemplos de endemismos serían: la manzanilla real (Artemisa granatensis), narciso de Sierra Nevada (Narcissus nevadensis) o la estrella de las nieves (Plantago nivalis), siendo esta última uno de los grandes símbolos del macizo, equivalente al edelweiss de los Pirineos o los Alpes. Además, en Sierra Nevada también están presentes especies que son endémicas del sistema Bético o están presentes en la cordillera del Atlas marroquí.
La vegetación de Sierra Nevada se puede dividir en diferentes pisos bioclimáticos:

### Vegetación de zonas bajas
Por debajo de los 700 metros de altitud, únicamente en la cara meridional del macizo, se desarrolla el llamado piso termomediterráneo. En este piso los veranos son muy calurosos y las heladas son casi inexistentes en invierno. Pocas partes de esta franja de territorios no han sido cultivados, pero los estudios afirman que a esta zona correspondería a un encinar combinado con un matorral de lentisco (Pistacia lentiscus), enebros, candiles (Aristolochia baetica), zarzaparrilla (Smilax aspera). En suelos empobrecidos por fenómenos como, por ejemplo, los incendios forestales, también aparecen romerales (Salvia rosmarinus), aulagares de Ulex parviflorus y jarales.

### Vegetación de baja montaña
En esta franja de alturas se desarrolla el piso mesomediterráneo, entre los 700 y los 1300 metros aproximadamente. En este piso los veranos siguen siendo calurosos, pero en invierno se producen heladas. En esta zona son frecuentes el lentisco (Pistacia lentiscus), acebuche y zarzaparrilla (Smilax aspera). El encinar sobre suelos silíceos es pobre en especies; junto a la encina, enebros , torvisco (Daphne gnidium) y madreselva (Lonicera etrusca).

### Vegetación de media montaña
Entre 1300 y 1900 metros aproximadamente se desarrolla el piso supramediterráneo. En este piso los veranos son templados y los inviernos son ligeramente fríos, con frecuentes heladas y nevadas. Las especies predominantes, que se sitúan generalmente entre los 1300 y los 1750 m tienden a desarrollarse tanto sobre suelos carbonatados como sobre rocas ácidas. Los encinares son dominados por la encina y, según el tipo de suelo y la altitud, arbustos como enebros (Juniperus oxycedrus), agracejo (Berberis hispanica), torvisco (Daphne gnidium), rusco (Ruscus aculeatus) y majuelo (Crataegus monogyna) sobre suelos básicos.

### Vegetación de alta montaña
A partir de los 1900 metros, hasta los 2700 metros aproximadamente, se desarrolla el piso oromediterráneo. Es a partir de esta franja de alturas donde aparecen la mayoría de las especies que convierten a Sierra Nevada en un paraíso botánico.
En este piso bioclimático se desarrollan pinares y sabinares. La vegetación está formada por especies de porte arbóreo y arbustivo (Pino silvestre, sabina rastrera, Juniperus communis subsp. hemisphaerica, Prunus ramburii) y un matorral pulvinular (Vella spinosa, Erinacea anthyllis, Bupleurum spinosum).

### Vegetación de las cumbres

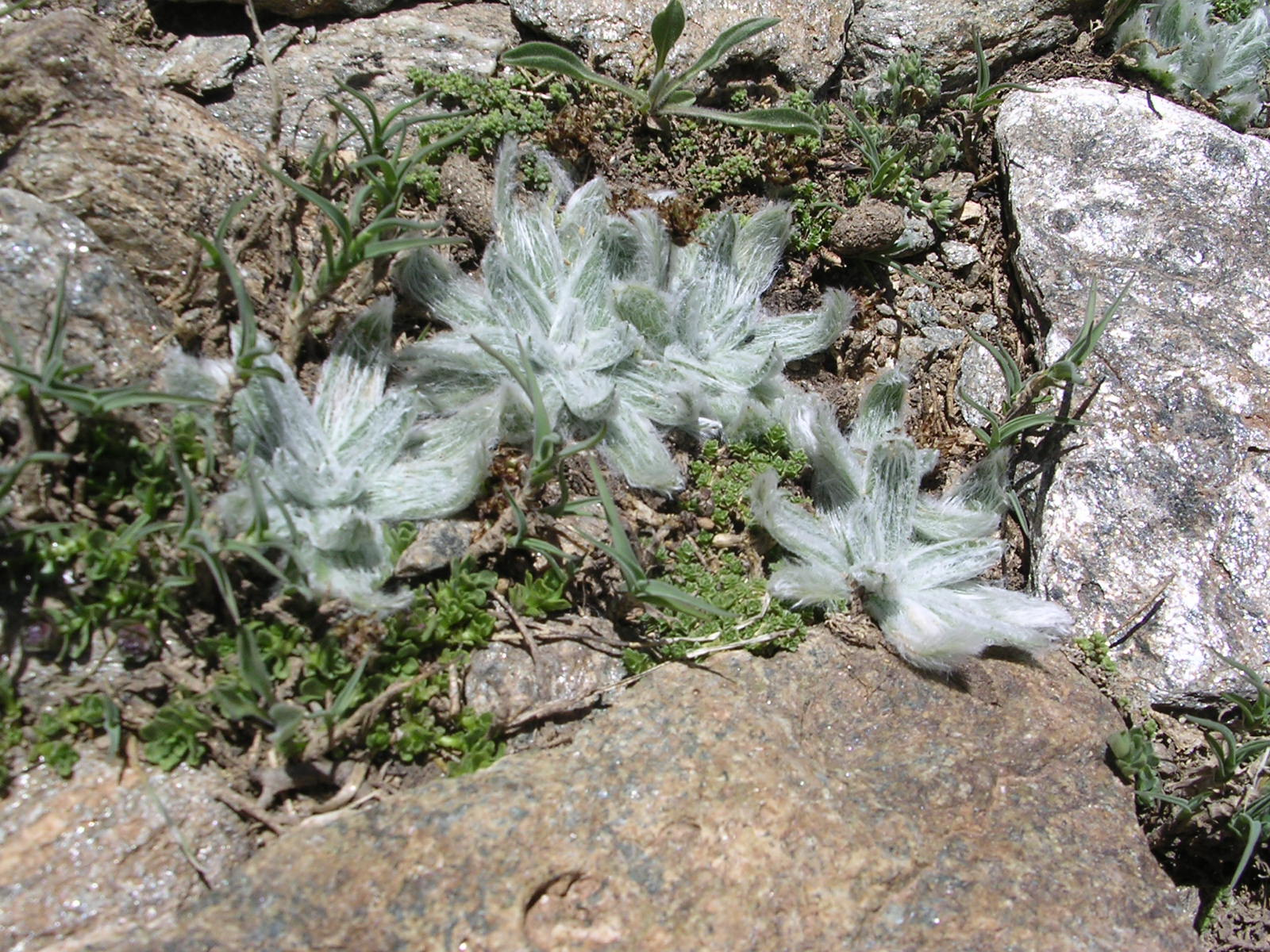
Estrella de las nieves (Plantago nivalis).

El piso crioromediterráneo se desarrolla a partir de los 2600 o 2800 m. Las condiciones climáticas de fuerte insolación, temperaturas extremas, fuertes vientos, la sequía estival propia de las latitudes mediterráneas y la presencia de nieve más de ocho meses al año impiden el desarrollo de especies leñosas. En este entorno se desarrollan los borreguiles (nombre que reciben en Granada los pastizales nevadenses de alta montaña o pastizales de montaña). Este tipo de vegetación (que también en parte se desarrolla en los estadios altos del piso oromediterráneo) presenta ciertas similitudes con la tundra ártica, con el cervuno (Nardus stricta) como planta más representativa, y un elevadísimo número de endemismos.

### Vegetación riparia
Dependiendo de la zona, en áreas de rocas carbonatadas (calizas, por ejemplo), la vegetación de río está formada principalmente por olmedas (Ulmus minor), choperas (Populus alba) y saucedas (Salix spp.). Sobre suelos ácidos se instalan alisedas (Alnus glutinosa), saucedas (Salix atrocinerea) y fresnedas (Fraxinus angustifolia). Pero por desgracia, la degradación de la vegetación riparia (de río) en Sierra Nevada es muy notable, siendo bastante difícil encontrar bosques de ribera en un razonable estado de conservación hoy en día.

## Fauna de Sierra Nevada

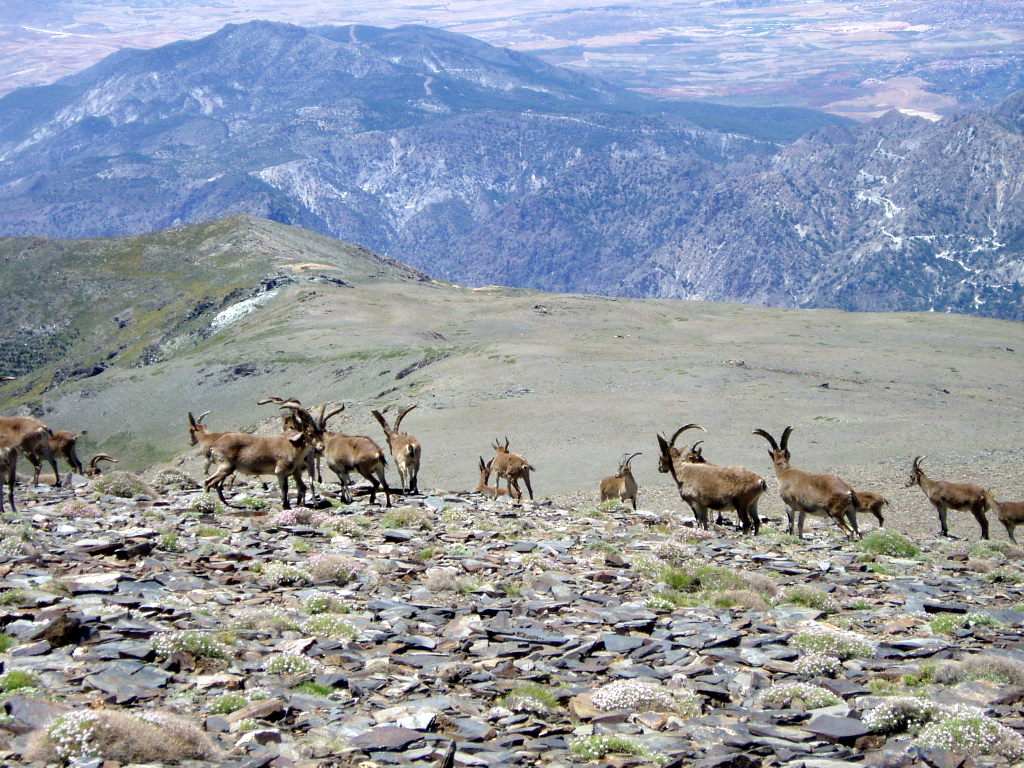
Rebaño de cabras montesas en las cumbres de Sierra Nevada.

La fauna de Sierra Nevada siempre ha sido de difícil estudio, existiendo un número bastante bajo de referencias zoológicas. La reina indiscutible de la fauna en Sierra Nevada es la cabra montés, Capra pyrenaica, que suele pastar en los pastizales de alta montaña. El Ministerio de Medio Ambiente de España ha clasificado 80 especies animales endémicas. Además se hallan diversas especies de animales invertebrados singulares, entre los que se encuentran más de 20 especies de mariposas y numerosas especies de pequeñas aves y un importante número de rapaces.
Se puede establecer la siguiente clasificación por Biotopos:

### Fauna nival
Existen pocas especies que vivan en las altitudes; esta es una característica típica de la fauna de Sierra Nevada, en comparación con otras cadenas montañosas europeas. Las principales son el topillo nival o neverón (Chionomys nivalis) entre los mamíferos, y el acentor alpino (Prunella collaris) entre las aves.

### Roquedos y cantiles
Biotopo utilizado mayormente como zona de nidificación por aves:
- Avifauna: Paloma bravía (Columba livia), paloma zurita (C. oenas), roquero rojo (Monticola saxatilis), roquero solitario (M. solitarius), avión roquero (Ptyonoprogne rupestris), vencejo real (Apus melba), collalba negra (Oenanthe leucura), gorrión chillón (Petronia petronia), escribano montesino (Emberiza cia). Rapaces: Cernícalo común (Falco tinnunculus), mochuelo (Athene noctua) y escasas parejas de águilas perdiceras (Hieraaetus fasciatus), águilas reales (Aquila chrysaetos) y búhos reales (Bubo bubo).
- Mamíferos: Cabra montés (C. pyrenaica), comadreja (Mustela nivalis), garduña (Martes foina), lirón careto (Eliomys quercinus), zorros (Vulpes vulpes) y algunas especies de murciélagos.
- Reptiles: Víbora hocicuda (Vipera latasti), culebra de escalera (Elaphe scalaris), culebra bastarda (M. monspesulanus), lagarto ocelado de Sierra Nevada (L. lepida spp. nevadensis), lagartija ibérica (Podarcis hispanica).
- Anfibios: Sapo partero (Alytes obstetricans), sapillo moteado (Pelodytes punctatus)

### Fauna de matorral y pastizal
- Mamíferos: Topillo nival (Chionomys nivalis), lirón careto (Eliomys quercinus), liebre común (Lepus europaeus), conejo común (Oryctolagus cuniculus), ratón de campo (Apodemus sylvaticus), zorro (Vulpes vulpes) y comadreja (Mustela nivalis).
- Avifauna: Pardillo común (Linaria cannabina), jilguero (Carduelis carduelis), verderón común (C. spinus), verdecillo (Serinus serinus), triguero (Emberiza calandra), escribano hortelano (E. hortulana), gorrión moruno (Passer hispaniolensis), zorzal común (Turdus philomelos), zorzal real (T. pilaris), zorzal charlo (T. viscivorus), perdiz (Alectoris rufa), codorniz (Coturnix coturnix), tarabilla común (Saxicola torquata), curruca rabilarga (Sylvia undata), curruca zarcera (S. communis), curruca tomillera (S. conspieiata), curruca carrasqueña (S. cantillans), bisbita campestre (Anthus campestris), abubilla (Upupa epops), mirlo común (T. merula), abejaruco (Merops apiaster), chotacabras pardo (Caprimulgus ruficollis), collalba negra (Oenanthe leucura, muy típica del matorral almohadillado), collalba gris (O. oenanthe), collalba rubia (O. hispanica), alzacola (Cercotrichas galactotes), aláudidos como la totovía (Lullula arborea) o la cogujada común (Galerida cristata) y el mochuelo (Athene noctua).
- Reptiles: Víbora hocicuda (Vipera latasti), culebra bastarda (M. monspesulanus), culebra lisa (Coronella girondica), culebra de herradura (Coluber hippocrepis), coronela meridional (Coronella girondica), lagarto ocelado (L. lepida spp. nevadensis), lagartija colirroja (Acanthodactylus erythurus), lagartija ibérica (Podarcis hispanica), lagartija colilarga (Psammodromus algirus), lagartija cenicienta (Psammodromus hispanicus), eslizón tridáctilo (Chalcides chalcides), eslizón ibérico (C. bedriagai).
- Anfibios: Sapo corredor (Bufo calamita), sapo de espuelas (Pelobates cultripes) o sapillo moteado (Pelodytes punctatus).
- Arácnidos: Escorpión común (Buthus occitanus).

### Animales de áreas boscosas
Si bien en teoría existen en el área tres tipos de formaciones boscosas, por diversos motivos, como degradación o escasa extensión en superficie de los bosques, no suele aparecer una fauna propia en cada uno de ellos: normalmente las especies son comunes entre ellas.
- Avifauna: Pito real (Picus viridis), agateador común (Certhia brachydactyla), mito (Aegithalos caudatus), reyezuelo listado (Regulus ignicapillus), pinzón vulgar (Fringilla coelebs), escribano montesino (Emberiza cia), curruca capirotada (Sylvia atricapilla), curruca zarcera (S. communis), curruca mosquitera (S. borin), tórtola (Streptopelia turtur), paloma torcaz (Columba palumbus), oropéndola (Oriolus oriolus), cuco (Cuculus canorus), críalo (Clamator glandarius), abubilla (Upupa epops), chotacabras gris (Caprimulgus europaeus), torcecuello (Jynx torquilla) y un gran número de páridos como el carbonero garrapinos (Parus ater), carbonero común (P. major), herrerillo común (P. caeruleus), lúgano (Carduelis spinus), verderón serrano (Carduelis citrinella), mirlo común (Turdus merula), pinzón vulgar (Fringilla montifringilla), piquituerto (Loxia curvirostra), gorrión molinero (Passer montanus).
- Rapaces forestales: Azor (Accipiter gentilis), gavilán (A. nisus), águila calzada (Hieraaetus pennatus), ratonero común (Buteo buteo), búho real (Bubo bubo), autillo (Otus scops).
- Mamíferos: Jabalí (Sus scrofa), gato montés (Felis silvestris), zorro (Vulpes vulpes), comadreja (Mustela nivalis), garduña (Martes foina), jineta (Genetta genetta), y el frecuente turón común (Putorius putorius). Otros mamíferos son: erizo común (Erinaceus europaeus), topo común (Talpa europaea), Musaraña (Crocidura russula), musarañita (Suncus etruscus), tejón (Meles taxus), ardilla común (Sciurus vulgaris) y varias especies de murciélagos.
- Reptiles: Lagartija cenicienta (Psammodromus hispanicus), lagarto ocelado de Sierra Nevada (L. lepida ssp. nevadensis), culebra de escalera (Elaphe scalaris), culebra de cogulla (Macroprotodon cucullatus).
- Anfibios: Salamandra (Salamandra salamandra), sapo común (Bufo bufo), sapo corredor (B. calamita).

### Ríos y sotos fluviales
- Vertebrados acuáticos: Trucha común (Salmo trutta) y trucha arcoíris (S. iridaeus)
- Invertebrados acuáticos: Planarias, sanguijuelas, caracoles, bivalvos y crustáceos, sobre todo el cangrejo de río (Austropotamobius pallipes).
- Anfibios: Gallipato (Pleurodeles waltl), rana común (Rana perezzi), la ranita de San Antonio (Hyla arborea) y el sapillo pintojo (Discoglossus pictus)
- Reptiles: Galápago leproso (Mauremys leprosa), galápago europeo (Emys orbicularis), culebra de collar (Natrix natrix) y la culebra viperina (N. maura)
- Mamíferos de medios acuáticos: Rata de agua (Arvicola sapidus), musgaño de cabrera (Neomys anomalus), musaraña (Crocidura russula) y la musarañita (Suncus etruscus), y diferentes especies de murciélagos. Aún está por confirmar si la nutria común (Lutra lutra) se ha extinguido.
- Avifauna de río: Martín pescador (Alcedo atthis), mirlo acuático (Cinclus cinclus), lavandera blanca (Motacilla alba), lavandera cascadeña (M. cinerea) y lavandera boyera (M. flava). Entre los de paseriformes más comunes pueden observarse: bisbita ribereña (Anthus spinoletta), petirrojo (Erithacus rubecula), papamoscas cerrojillo (Ficedula hypoleuca), papamoscas gris (Muscicapa striata), mosquitero común (Phylloscopus collybita), mosquitero papialbo (P. bonelli), mosquitero silvador (P. sibilatrix), zarcero común (Hippolais polyglotta), zarcero pálido (H. pallida), avión común (Delichon urbica), avión roquero (Ptyonoprogne rupestris), roquero solitario (Monticola solitarius), entre otros. Como rapaz nocturna: autillo (Otus scops).

### Mariposas
El macizo de Sierra Nevada, presenta un importante número de comunidades entomológicas, y fueron una de las principales razones de su declaración como parque nacional, en 1999. La diversidad se puteada en torno a las 120 especies, que incluyen algunas de carácter claramente boreal o alpino norte-europeo (un 40,8 % de ellas son paleárticas), junto a otras propias de terrenos áridos y origen magrebí. De hecho, el primer artículo que se publicó sobre fauna de Sierra Nevada, corresponde a Hübner, en 1811, y describía un licénido, Polyommatus golgus.
De las especies presentes en Sierra Nevada, un 7,5% son endémicas de la península ibérica, y tres de ellas son exclusivas del macizo montañoso andaluz: Polyommatus golgus, Agriades zullichi y Erebia hispania; una más, Arethusana boabdil, es exclusiva de las cordilleras Béticas. Se han descrito también variedades singularizadas de especies, como Plebejus idas nevadensis o Satyrus actaea navadensis, aunque su verdadero valor está en discusión científica.
Además de las citadas, entre las distintas especies que se dan en la sierra, agrupadas por familias, se encuentran:
| Familia Hesperiidae - Carcharodus baeticus - Hesperia comma - 'Ochlodes sylvanus - Pyrgus onopordi - Thymelicus acteon - Thymelicus lineola - Thymelicus sylvestris. Familia Lycaenidae - Callophrys avis - Cupido lorquinii - Favonius quercus - Lacosopis roboris. | Familia Nymphalidae - Aglais urticae - Melitaea deione - Nymphalis plychloros - Pyronia cecilia - Pyronia bathseba - Satyrus actaea Familia Papilionidae - Papilio machaon - Zerynthia rumina - Iphiclides feisthamelii | Familia Pieridae - Colias alfacariensis - Colias croceus - Colotis evagore - Gonepteryx rhamni - Gonepteryx cleopatra - Euchloe crameri - Euchloe belemia - Euchloe tagis |

## Geología

### Formación
Sierra Nevada, conjuntamente con las Béticas y todas las cordilleras a orillas del mar Mediterráneo, se formó durante la orogénesis Alpina del Terciario en el sur de Europa, con sedimentos de la era Primaria y Secundaria: granos de cuarzo, arcillas y óxidos de hierro, fundamentalmente. La acumulación de una gruesa capa de materiales en el fondo de un sinclinal, cubierto por las aguas marinas del mar de Tetis hace más de 200 millones de años, de entre 3000 y 4000 metros, y sometidos a las enormes presiones de las profundidades, transformaron las rocas sedimentarias y las metamorfizaron.
Posteriormente, en la segunda mitad de la Era Terciaria, en el Plioceno, comienza el levantamiento de los materiales ya plegados en antiguas orogénesis y va emergiendo poco a poco de las aguas, como toda la formación alpina que, iniciando su presión en el sur, fue desplazándose hacia el norte, en dirección a la meseta castellana, que actuó parando su avance.
Posteriormente, se llegó a un punto en el que el levantamiento y abombamiento llegó a su límite y los materiales se rompieron, deslizándose unos encima de otros, y formándose una serie de fallas muy características del lugar.

### Geología actual
El núcleo de Sierra Nevada está formado por materiales de la era paleozoica, principalmente pizarras micáaceas, de poca dureza.
Existen cuatro franja o zona, geológicamente hablando:
- La parte central, la zona de las principales alturas de Sierra Nevada, con los típicos esquistos o pizarras metamórficas.
- Alrededor de la parte central, se presenta otra zona de rocas variadas: pizarras, anfibolitas, serpentina, gneis, mármoles, algo de rocas volcánicas bastante metamorfizadas y formaciones de filitas vinosas del Triásico, compuesto de fragmentos de poca consistencia constituyentes de la «launa», roca utilizada como impermeabilizante en muchos de los techos típicos de la zona.
- La zona «exterior» es formada por un cinturón de dolomías y calizas triásicas, y como ejemplo más característico tenemos el pico del Trevenque (2079 m) y los Alayos de Dílar (1982 m).
- Por último, en el entorno se extienden terrenos terciarios: extensiones arcillosas y conglomerados.

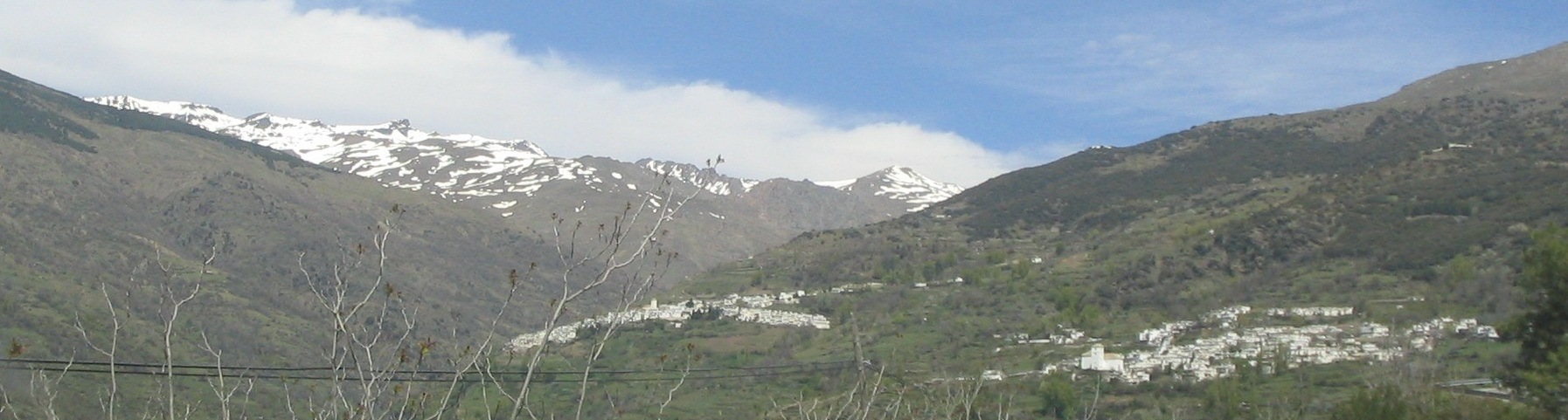
Cara meridional de Sierra Nevada, con las localidades alpujarreñas de Capileira y Bubión. Se puede observar la relativa suavidad de la pendiente de la zona, a pesar de alcanzarse los 3000 metros en pocos kilómetros.

En la formación geológica de Sierra Nevada se produjeron contrastes de entidad, como el de los suaves «planos inclinados» (llamados «lomas») de la ladera sur, contra los escarpados y profundos tajos de la vertiente norte, en la que quedó más marcada la erosión glaciar del período Cuaternario, especialmente en lugares como los circos (o «corrales», nombre que reciben en Granada a los circos glaciares) El Veleta y Valdeinfierno, de la Laguna de las Yeguas, de Río Seco, de la Hoya de la Mora o de Lanjarón, nacimiento esta última del río del mismo nombre, y cuya cuenca conserva perfectamente definida la forma de U típica en cauces glaciares.
Actualmente y según se ha comprobado, esta sierra sigue elevándose a un ritmo milimétrico cada año.

### Glaciarismo

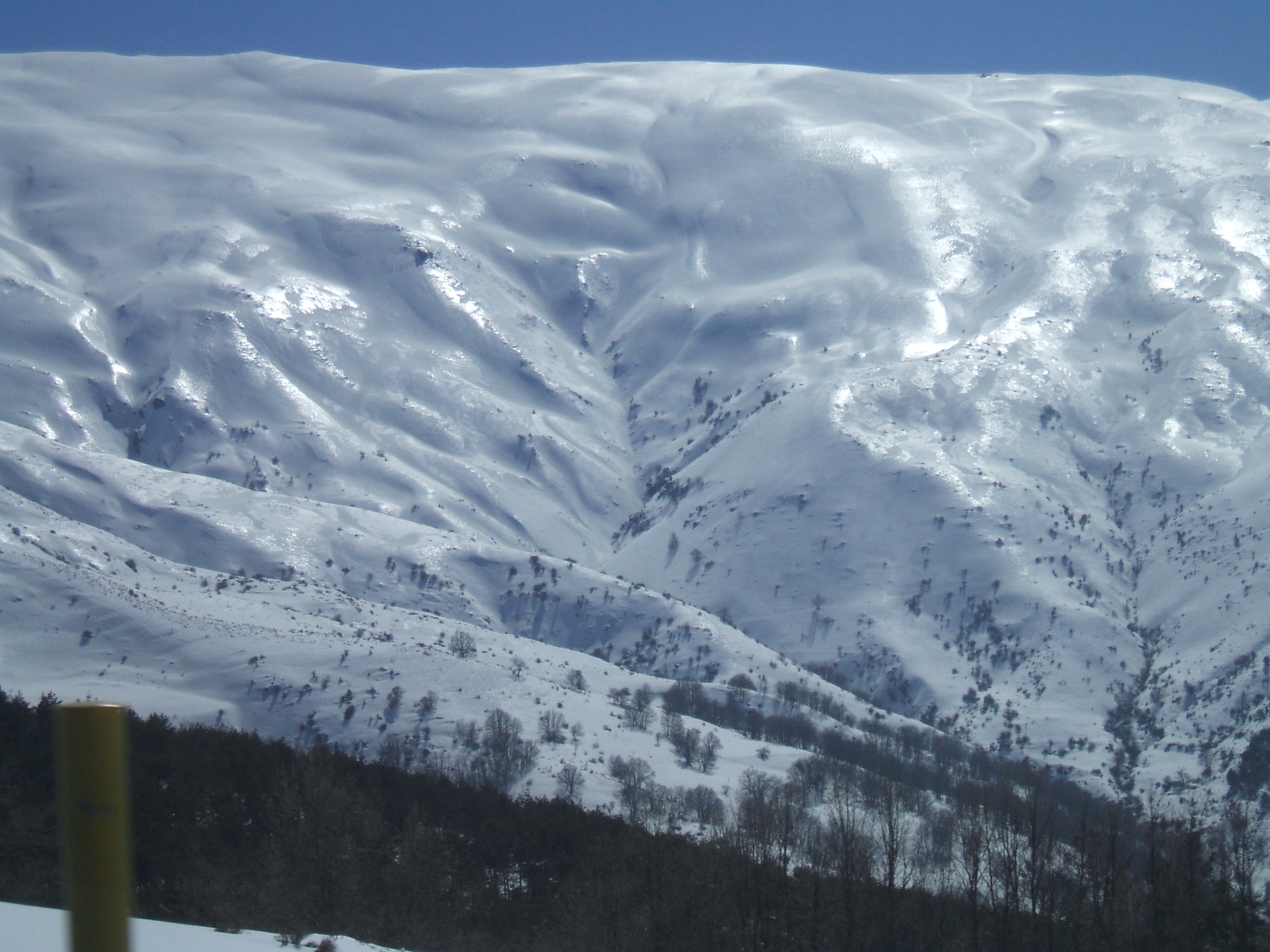
Ventisquero de Sierra Nevada.

Se estima que durante la glaciación de Würm el límite de las nieves perpetuas de Sierra Nevada se situaba alrededor de los 2400 metros. Ello ha conducido al modelado del relieve y es la causa de la presencia de innumerables lagunas de alta montaña, y valles en forma de U. Cuentan algunas crónicas del siglo XIX que por aquella época aún era posible ver los restos de un glaciar en la zona llamada Los Corrales del Veleta, justo a la sombra de pico del mismo nombre, y recientemente se descubrió que aún hoy en día existen zonas de permafrost en diversos puntos de la cadena montañosa, tales como en la mencionada zona. En estas investigaciones se estimó la edad del hielo fósil presente en el subsuelo en un intervalo entre los 100 y los 9.000 años. Estas zonas de permafrost restantes son consideradas reminiscencias de los antiguos glaciares presentes en el macizo.

## Amenazas ambientales
El notable desarrollo de la estación turística ha provocado que durante los últimos años hayan aparecido planes para su ampliación tanto al barranco de San Juan como a la cara occidental del macizo, en el cerro del Caballo. Esta posibilidad en su día fue rechazada, y ha quedado descartada tras la declaración como parque nacional, si bien existen presiones de sectores políticos y empresariales granadinos por el enorme éxito de la estación y la falta de espacio y masificación del área de la estación en la actualidad. Ya desde los años ochenta, década en que la estación de esquí recibe su más importante impulso, Sierra Nevada se colocó en el ojo del huracán. Grupos ecologistas acusaron de agresiones a la parte más frágil de un ecosistema que atesora una biodiversidad casi sin equivalentes en Europa.
Por otra parte, existen multitud de especies, tanto de flora como de fauna, gravemente amenazadas, como la mariposa niña de Sierra Nevada (Polyommatus golgus), un saltamontes exclusivo de Sierra Nevada (Baetica ustulata) y una mantis endémica (Apteromantis aptera).
Entre las especies vegetales, existen estudios destinados a la recuperación de especies como la manzanilla real o el tejo (Osyris alba). Los incendios forestales, como el que aconteció en septiembre de 2005, y en el que se quemaron alrededor de 2500 ha, fundamentalmente de pinar de repoblación, suponen otro peligro añadido a la larga lista.

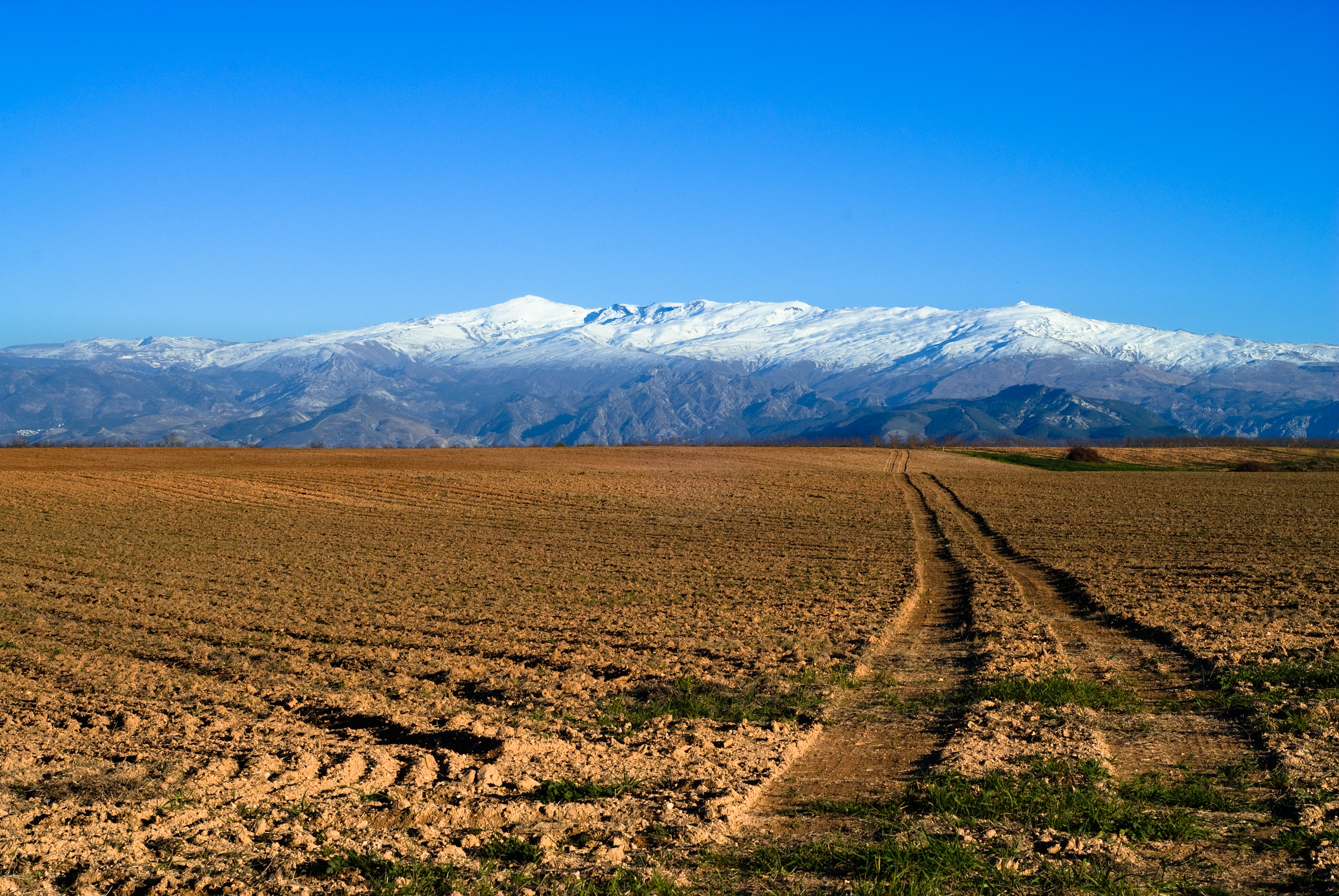
Campos frente a Sierra Nevada.

## Mitos y leyendas

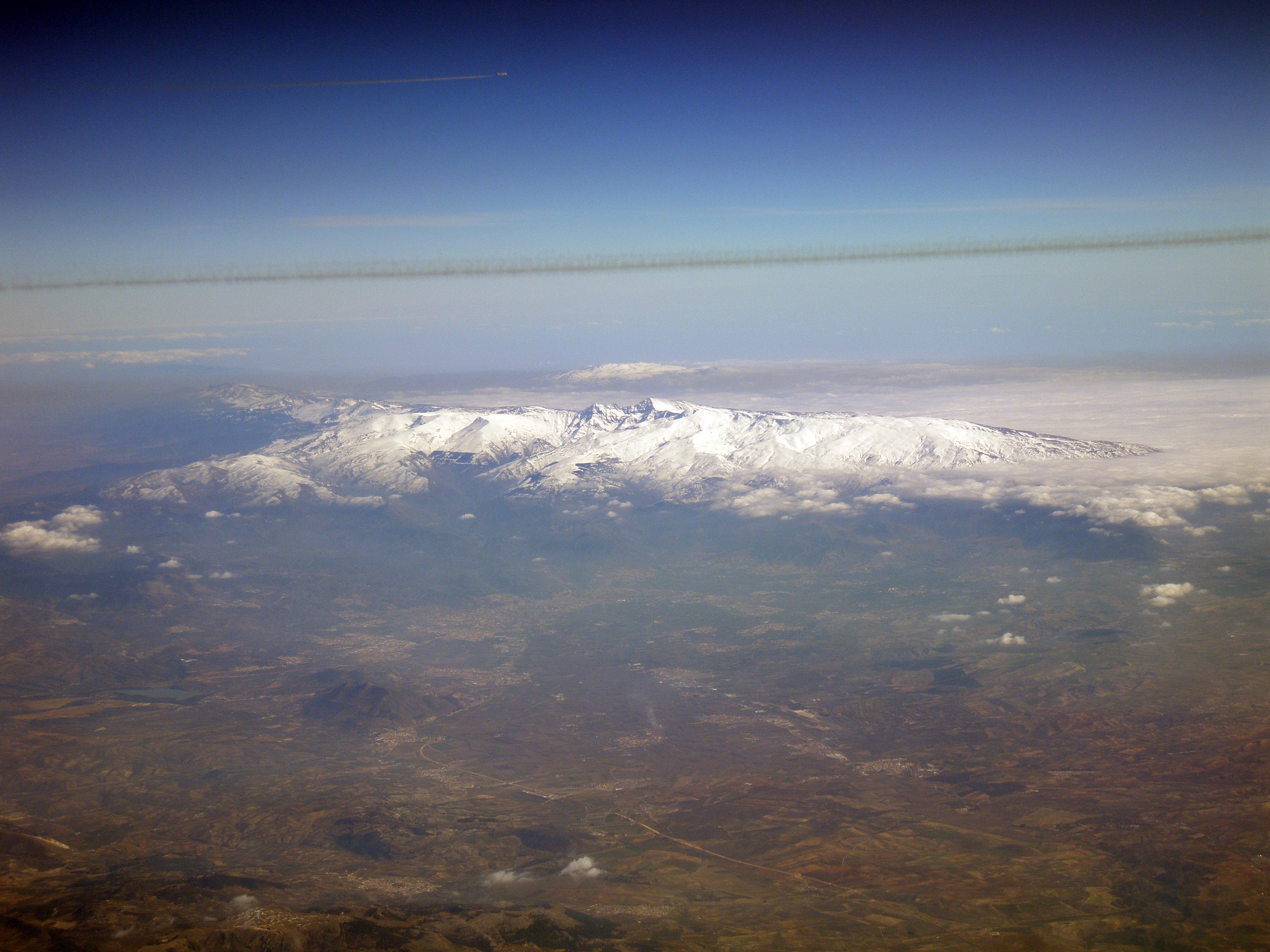
Vista aérea de la Vega y la Sierra.

Existen innumerables historias sobre Sierra Nevada y personajes míticos que la moraron o recorrieron, en muchos casos transmitidos de boca a boca por los habitantes de estos lugares; las siguientes son un ejemplo:
La Escoba del Diablo.
Se cuenta que en una época remota existió un castillo en la Alpujarra, en el cual habitaban un rico señor y su hija, a la cual guardaba como si de un preciado tesoro se tratase. Cuando esta cumplió 20 años, fue prometida en matrimonio a un señor de la comarca, de tanta riqueza y poder como él, pero igualmente tan déspota y brutal, sin haberse dado cuenta de que ella se había enamorado de un pastor de la tierra, siendo correspondida. Cuando se supo la noticia y aunque pensaban que no había ninguna esperanza, los amantes tomaron la decisión de escapar y, si era necesario, morir, antes incluso que separarse. Cayó la noche y el pastor se dirigió en busca de su amada. En el camino, un hombre, que afirmó ser el diablo y que quería ofrecerle su ayuda, le proporcionó una escoba capaz de barrer la nieve por sí sola. Escoba en mano, los jóvenes huyeron hasta llegar a las cercanías del pico Alcazaba, lugar en el que la escoba comenzó a barrer por sí sola y provocó un alud, sepultando a quienes les seguían. La escoba quedó allí olvidada, por lo que hoy en día sigue aún barriendo nieve y provocando aludes.
Laguna de Vacares.
Donde hoy en día se halla la Laguna de Vacares, en un tiempo lejano existió un jardín muy hermoso, al que frecuentemente acudía una bella princesa al encuentro con su amante. Un influyente príncipe moro también la amaba pero sin ser correspondido. Un día, cansado de ser rechazado y cegado de celos se quiso vengar y decidió asesinar a su rival. Una noche, mientras los amantes se hallaban reunidos, consumó su venganza cortándole la cabeza al joven, quien, seguidamente, se convirtió en una piedra negra aún hoy visible sobre uno de los márgenes de la laguna. Ante esta visión, la princesa subió a una peña, comenzó a llorar hasta cubrir el jardín con estas e inundándolo por completo. Tras ello se convirtió ella también en una roca. Se dice también que en ocasiones se escuchan gritos y terribles gemidos, procedentes del fondo de la laguna, proferidos por el moro.

## Deportes

### Senderismo
Además de la conocida estación de esquí de Sierra Nevada, existen muchas posibilidades de ocio en estos lugares. Existe una estación de esquí de fondo, mucho menos conocida, en el puerto de la Ragua, e innumerables rutas de senderismo. Algunas de las rutas más conocidas son las siguientes:
Vereda de la Estrella.
La Vereda de la Estrella es un sendero que  discurre junto a las orillas de los arroyos que hacen de cabecera del río Genil y ofrece unas interesantes vistas del norte del macizo montañoso.
Integral de los 3000 metros de Sierra Nevada.
La Integral de Sierra Nevada, como es más conocida, es una ruta que comienza en Jérez del Marquesado, en la zona norte del macizo, y acaba o en Nigüelas, en el oeste, o Lanjarón, al suroeste del macizo. Su nombre se debe a que pasa por casi todos los picos de más de 3000 metros de altura. Si bien no requiere una gran capacidad técnica, no es recomendable para montañistas sin experiencia, a causa de las exigencias físicas de la ruta. Se recomienda precaución en la zona que comprende desde la cara septentrional de la Alcazaba hasta la Laguna de la mosca, en la cara norte del Mulhacén, debido a la presencia de neveros hasta en pleno verano.
Ruta Sulayr
La ruta Sulayr es un sendero de 340 km de longitud que circunda Sierra Nevada, diseñado y promocionado por algunas instituciones públicas, y para el cual se han recuperado varias veredas tradicionales y vías pecuarias.

#### Refugios y vivacs
Existen tres refugios atendidos:

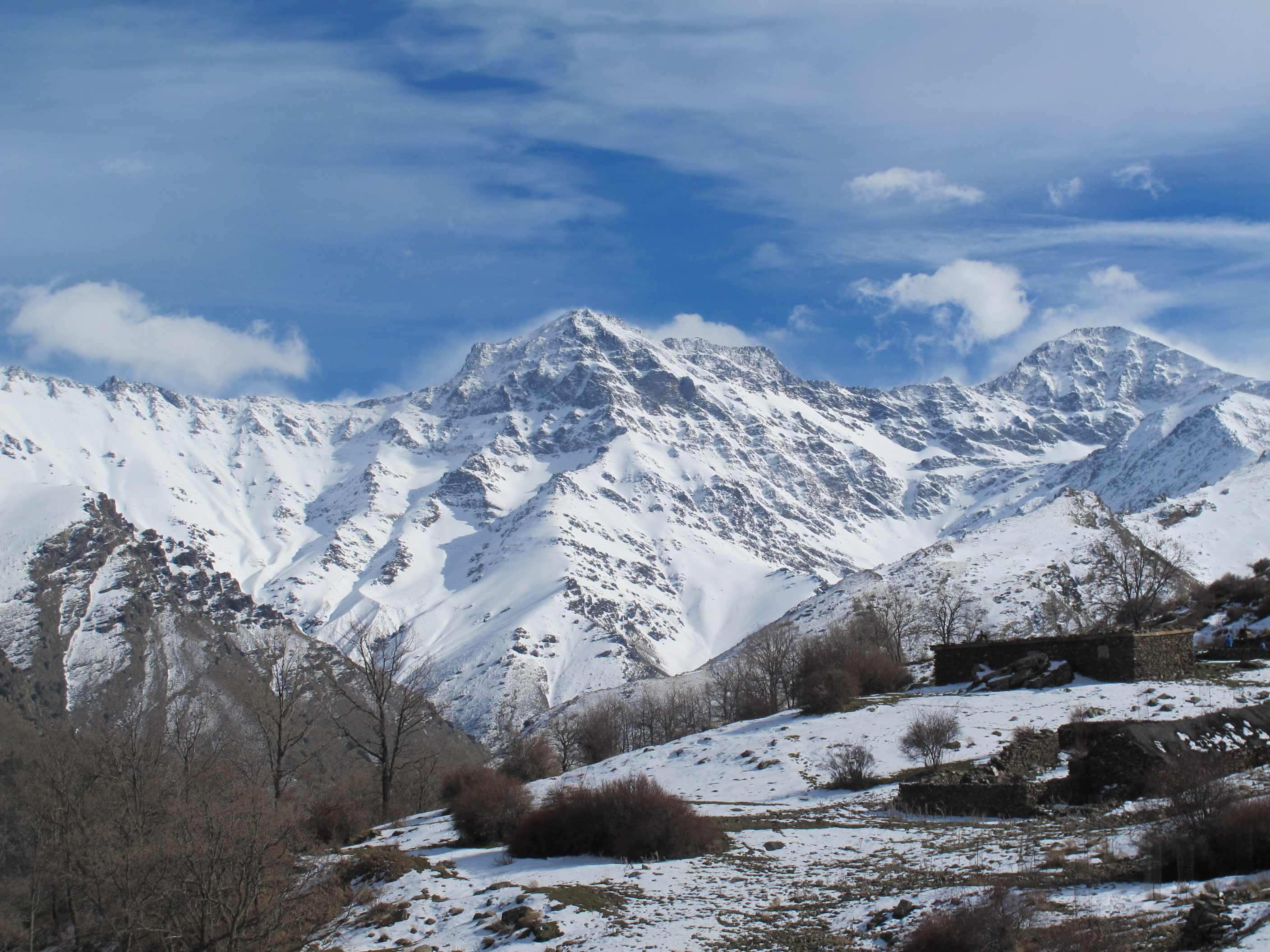
Sierra Nevada desde el refugio de El Hornillo

- Refugio Poqueira: a 2500 m de altitud, situado en la confluencia de los ríos Mulhacén y río Seco, en la Hoya del Peñón Negro sobre el barranco del Poqueira. Tiene una capacidad de 87 plazas. Las poblaciones más cercanas son Trevélez y Capileira.

- Refugio Postero Alto: a 1880 m de altitud, situado en la Loma de Enmedio, cerca del municipio de Jérez del Marquesado. Tiene una capacidad de 68 plazas.

- Albergue Puerto de la Ragua: a 2000 m de altitud, situado en la carretera A-337 que comunica la comarca del Marquesado del Zenete con la Alpujarra. Tiene capacidad de 32 plazas.

Además existen varios refugios-vivacs, aunque algunos se encuentran en mal estado: La Carihuela, La Caldera, Rosales, Elorrieta, Peña Partida, La cucaracha, El Vadillo, Barranco del Aceral, El Caballo y El Chullo. Además existen algunos refugios naturales o cuevas: Cueva Secreta, Siete Lagunas y Túnel del Veleta.

### Esquí

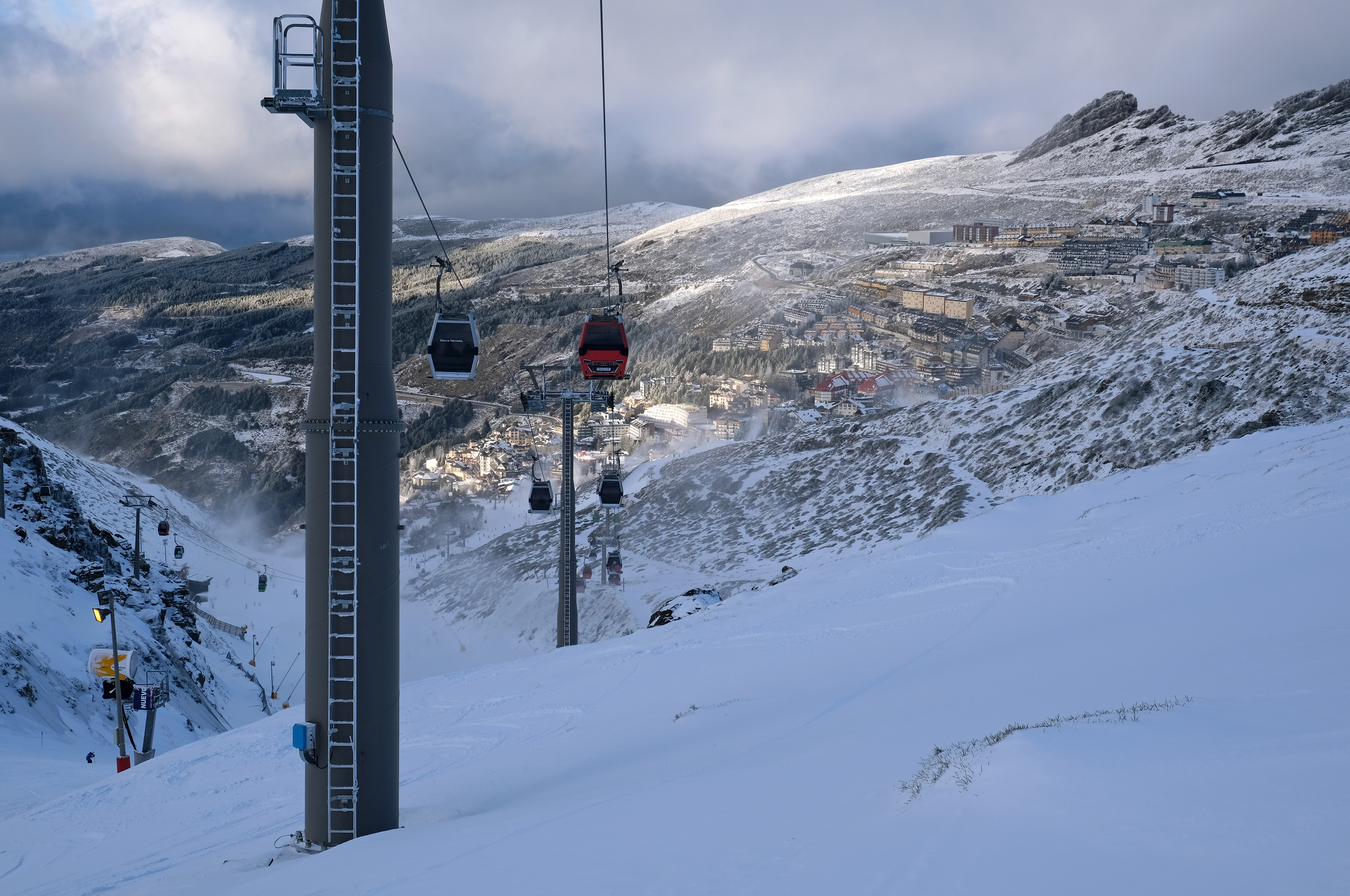
Pradollano

Sierra Nevada es la estación de esquí más meridional de Europa y la de mayor altitud de España. Por estas características suele ser ideal para la práctica del esquí, debido al buen clima y a la excelente calidad de su nieve. Dista 27 km de la ciudad de Granada por la carretera A-395, y se encuentra a menos de 100 km de Motril, en la Costa Granadina, pudiéndose disfrutar así de la montaña y el mar en el mismo día, dado que el recorrido en automóvil puede realizarse en poco más de una hora.
Junto a la estación de esquí hay una urbanización, Pradollano, que con sus 2100 m s. n. m. de cota más baja, es el núcleo urbano más alto de Andalucía y solo comparable a las estaciones de esquí de los Pirineos.
Pero además, en el límite provincial de Granada y Almería, en el puerto de La Ragua, se encuentra otra estación recreativa que tiene pistas habilitadas para la práctica del esquí de fondo.

### Ciclismo
La subida a Sierra Nevada es un puerto de montaña muy popular entre los cicloturistas. Se puede subir por varias vertientes diferentes, siendo las más reconocidas ciclisticamente hablando las de Monachil y la de Güéjar Sierra (que enlazan con la subida principal -A-395- en diferentes tramos), siendo la primera de ellas la más dura por sus desniveles más grandes. Se puede finalizar en Pradollano o continuar hasta el pico Veleta.
La ascensión por Güéjar Sierra comienza en la carretera del Hotel Duque, con un recorrido de 44,3 km hasta el Veleta, un desnivel de 2557 m y un porcentaje medio del 5,77 %. Se llega una altitud de 3367 m. La opción más corta con meta en la estación de esquí en Pradollano tiene una distancia total de 33 km y un desnivel positivo acumulado de 1600 m.
La subida por Monachil y El Purche hasta el Veleta (3367 m) tiene una longitud de 45,3 km, un desnivel de 2627 m y una pendiente media del 5,8 %, con máximas del 15 %.
Además, hay otras opciones intermedias sin llegar hasta el pico Veleta como puede ser ir hasta Hoya de la Mora donde se encuentra el Jardín Botánico Universitario de Sierra Nevada, en torno a los 2500 m s. n. m., o ir hasta el Observatorio IRAM Pico Veleta de 2850 m s. n. m.

#### Vuelta a España
En la Vuelta a España tradicionalmente se ha subido por la vertiente principal que es la más blanda. Esta comienza en Cenes de la Vega o Pinos Genil y transcurre por la carretera A-395.
En 2013 se inauguró una nueva vertiente en el ciclismo profesional desde Güéjar Sierra, acortando considerablemente la distancia de esa vertiente con 5 km al 11 % de media en ese nuevo tramo, con el nombre de Hazallanas o Hazas Llanas; finalizando esta vez en cruce de los diferentes tramos, llamado El Dornajo, pero sin subir hasta Pradollano como solía ser habitual.
En 2014 la etapa finalizó en el alto de Cumbres Verdes, de 1.ª categoría, a una altitud de 1220 m s. n. m. Se trata de una exigente subida de poco más de 5 km de longitud que parte de la localidad de La Zubia; tiene una pendiente media del 10 %, si bien en varios tramos alcanza el 13 y hasta el 14 %. En 2015 se estrenó la vertiente sur hasta Capileira de 1.ª categoría (cota 1565 m s. n. m.).
Estas son las 15 ocasiones en las que la Vuelta a España ha tenido final en Sierra Nevada (13 hasta la estación de esquí de Sierra Nevada -Pradollano, carretera A-395, Hoya de la Mora o El Dornajo-, 1 hasta Cumbres Verdes y 1 hasta Capileira):
| Año  | Etapa | Comienzo de la etapa | Distancia (km) | Vertiente (lugar final de la etapa)                                            | Cota de llegada | Categoría | Ganador de la etapa | Líder de la general |
| ---- | ----- | -------------------- | -------------- | ------------------------------------------------------------------------------ | --------------- | --------- | ------------------- | ------------------- |
| 1979 | 3.ª   | Córdoba              | 190            | Cenes de la Vega y A-395 (hasta Pradollano)                                    | 2100            | 1.ª       | Felipe Yáñez        | Joop Zoetemelk      |
| 1981 | 8.ªb  | Granada              | 30,5 (CRI)     | Cenes de la Vega y A-395 (hasta Pradollano)                                    | 2100            | 1.ª       | Giovanni Battaglin  | Giovanni Battaglin  |
| 1986 | 17.ª  | Córdoba              | 172            | Cenes de la Vega y A-395                                                       | 2320            | Especial  | Felipe Yáñez        | Álvaro Pino         |
| 1994 | 5.ª   | Granada              | 151,7          | Cenes de la Vega y A-395 (hasta Hoya de la Mora)                               | 2510            | Especial  | Tony Rominger       | Tony Rominger       |
| 1995 | 12.ª  | Marbella             | 238            | Cenes de la Vega y A-395                                                       | 2320            | Especial  | Bert Dietz          | Laurent Jalabert    |
| 1997 | 7.ª   | Guadix               | 219            | Cenes de la Vega y A-395 (hasta Hoya de la Mora)                               | 2520            | Especial  | Yvon Ledanois       | Laurent Dufaux      |
| 2002 | 5.ª   | El Ejido             | 198            | Cenes de la Vega y A-395 (hasta Hoya de la Mora)                               | 2510            | Especial  | Guido Trentin       | Mikel Zarrabeitia   |
| 2003 | 16.ª  | Jaén                 | 162            | Cenes de la Vega y A-395 (hasta Hoya de la Mora)                               | 2510            | Especial  | Félix Cárdenas      | Isidro Nozal        |
| 2004 | 15.ª  | Granada              | 29,6 (CRI)     | Monachil y A-395 (hasta Pradollano)                                            | 2100            | Especial  | Santiago Pérez      | Roberto Heras       |
| 2009 | 13.ª  | Berja                | 172,4          | Monachil, Las Sabinas y carretera del C.A.R.D (hasta el C.A.R.D de Pradollano) | 2380            | Especial  | David Moncoutié     | Alejandro Valverde  |
| 2011 | 4.ª   | Baza                 | 170,2          | Pinos Genil y A-395 (hasta Pradollano)                                         | 2112            | Especial  | Daniel Moreno       | Sylvain Chavanel    |
| 2013 | 10.ª  | Torredelcampo        | 186,8          | Güéjar Sierra y Hazas Llanas (hasta El Dornajo)                                | 1615            | Especial  | Chris Horner        | Chris Horner        |
| 2014 | 6.ª   | Benalmádena          | 167,1          | Cumbres Verdes                                                                 | 1220            | 1.ª       | Alejandro Valverde  | Alejandro Valverde  |
| 2015 | 7.ª   | Jódar                | 191,1          | Capileira                                                                      | 1565            | 1.ª       | Bert-Jan Lindeman   | Esteban Chaves      |
| 2017 | 7.ª   | Alcalá la Real       | 129,4          | Monachil, y A-395 (hasta Hoya de la Mora)                                      | 2510            | Especial  | Miguel Ángel López  | Chris Froome        |

Además, la vertiente de Monachil (Alto de El Purche) sin finalizar en Sierra Nevada se ha ascendido en otras cuatro ocasiones: 2004, 2006 y 2007 con final en Granada y en 2013 como puerto previo a la subida final en Hazallanas. En las veces que se subió desde ahí a Sierra Nevada en 2004 no fue puntuable mientras que en el 2009 si se consideró puerto independiente. Siempre que se ha puntuado ha sido considerado de 1.ª categoría.
Otra ascensión a Sierra Nevada, aunque de forma testimonial, ha sido el puerto de La Ragua ascendido en 1997 por la vertiente norte y en 2009 por la vertiente sur, ambas muy lejos de meta. Por ello ha sido catalogado de 1.ª categoría a pesar de poderse puntuar su vertiente sur como de Especial: 1508 metros de desnivel en 25,1 km (media del 6,01 % con pendientes máximas del 11 %).

### Botánica, zoología y senderismo
- Francisco Pérez Raya, Joaquín Molero Mesa, Francisco Valle Tendero, 1992: "Parque Natural de Sierra Nevada. Paisaje, fauna, flora, itinerarios". Ed. Rueda. Madrid. ISBN 84-7207-067-0
- "Flora de la Tundra de Sierra Nevada". Pablo Prieto Fernández, Ed. Universidad de Granada. ISBN 84-600-1810-5
- "Sierra Nevada: Guía de Montaña". Aurelio del Castillo y Antonio del Castillo. Ed. Penibética, 2003. ISBN 84-932022-3-1

### Cartografía recomendada
- Sierra Nevada, 1:50.000. Centro Nacional de Información Geográfica.
- Sierra Nevada-Las Alpujarras, 1:100.000. Centro Nacional de Información Geográfica.
- Sierra Nevada. La integral de los 3000. Andalucía. Ascensiones clásicas de alta montaña 1:25.000 2a ed. Editorial Piolet

### Información
- «Red de Parques Nacionales. Parque Nacional de Sierra Nevada». Ministerio de Medio Ambiente. Archivado desde el original el 7 de agosto de 2007. Consultado el 4 de marzo de 2015.
- «Web turística de Sierra Nevada realizada por el Patronato de Turismo de Granada». Patronato de Turismo de Granada. Archivado desde el original el 16 de noviembre de 2007. Consultado el 4 de marzo de 2015.
- «Parque Natural de Sierra Nevada». Consejería de Medio Ambiente. Junta de Andalucía. 4 de marzo de 2015. Archivado desde el original el 8 de febrero de 2006. Consultado el 4 de marzo de 2015.
- «Sierra Nevada». Revista Consumer. Consultado el 4 de marzo de 2015.
- «Mapa de Sierra Nevada». Archivado desde el original el 6 de mayo de 2005. Consultado el 4 de marzo de 2015.

### Datos bioclimáticos
- Junta de Andalucía, Consejería de Medio Ambiente (2006). «Datos climáticos básicos de Sierra Nevada». Archivado desde el original el 30 de septiembre de 2007. Consultado el 4 de marzo de 2015.
- Antonio Castillo Martín (2000). «Clima e hidrografía, Parque nacional de Sierra Nevada». Archivado desde el original el 6 de mayo de 2005. Consultado el 4 de marzo de 2015.

### Flora, fauna y geología
- Merche S. Calle / J. E. Gómez. «Las Altas Cumbres. Parque Nacional y Parque Natural de Sierra Nevada». Consultado el 6 de marzo de 2015.
- «Series de Vegetación en Sierra Nevada». revista Waste sobre naturaleza y ecología. Ideal. Consultado el 6 de marzo de 2015.
- «Listado de endemismos de Sierra Nevada». revista Waste sobre naturaleza y ecología. Ideal. Consultado el 6 de marzo de 2015.
- «Fauna de alta montaña». revista Waste sobre naturaleza y ecología. Ideal. Consultado el 6 de marzo de 2015.
- José Javier Matamala García (febrero de 2003). «Introducción a la fauna de Sierra Nevada». Archivado desde el original el 3 de marzo de 2016. Consultado el 6 de marzo de 2015.
- «Formación y datos geológicos». Consultado el 6 de marzo de 2015.

### Otros
- Sitio web oficial de la estación de esquí de Sierra Nevada
- Puerto de la Ragua, estación de esquí de fondo
- Integral de los 3000 m de Sierra Nevada
- Observatorio de Sierra Nevada
- Turismo activo en el parque nacional Sierra Nevada
- Sendero Sulayr
- Ruta "Desde Trevélez por caminos: romería al Mulhacén de la Virgen de las Nieves". Ruta elaborada por el Instituto Andaluz del Patrimonio Histórico

- Datos: Q5856737